# روبي وليامز (لاعب كريكت)
روبي وليامز (19 يناير 1987 في المملكة المتحدة - ) (بالإنجليزية: Robbie Williams)‏ هو لاعب كريكت بريطاني. لعب مع نادي مقاطعة ميدلسكس للكريكت ‏ ونادي مقاطعة ليسترشاير للكريكت ‏.